# Ніжинське лісове господарство
Державне підприємство «Ніжинське лісове господарство» (Ніжинський лісгосп) — підприємтво, підпорядковане Чернігівському обласному управлінню лісового та мисливського господарства Державного агентства лісових ресурсів України. Директор підприємства — Костирко Володимир Володимирович. Розташоване за адресою: 16600, м. Ніжин, вул. Московська, 5.
Об'єднує вісім лісництв і Мринський паркетний цех, обслуговує 47614,4 гектара лісу.

## Історія
Підприємство веде свою історію з 1936 року. Тоді наказом Головлісоуправління Народного Комісаріату земель СРСР було організоване Ніжинське лісове господарство і підпорядковане Київському управлінню охорони лісів. Відновило свою діяльність на підставі наказу уповноваженого Головлісохорони та лісонасаджень УРСР від 2 жовтня 1943.